# Saint-Jean-de-Blaignac
Saint-Jean-de-Blaignac är en kommun i departementet Gironde i regionen Nouvelle-Aquitaine i sydvästra Frankrike. Kommunen ligger i kantonen Pujols som tillhör arrondissementet Libourne. År 2022 hade Saint-Jean-de-Blaignac 450 invånare.

## Befolkningsutveckling
Antalet invånare i kommunen Saint-Jean-de-Blaignac
Referens:INSEE